# 惲希仲
惲希仲（1928年2月15日—2012年8月28日），生於上海，祖籍常州武進。中國航天科學家，上海航天局的創立者之一。惲代英之子。

## 生平
幼年喪父，被母親沈葆英寄養在叔父惲代賢家中。14歲時通過周恩來幫助到達延安。1950年代，在學習了俄語後曾于北京航天局擔任翻譯，不久赴蘇聯，就讀于莫斯科航空学院。學成歸國後，希仲參與組建上海航天局，並一直于該單位工作，直到1990年退休。2012年8月因腦溢血病逝，享年八十四。葬於龍華烈士陵園。